# Pravno lice
Pravno lice ili pravni subjekt je „veštačka ličnost“ koja ima zakonska prava i obaveze kao što su: zakonske mogućnosti da se prave ugovori, da se tuži ili bude tužen, obavlja svoju delatnost itd. To je lice, najčešće u formi organizacije ili preduzeća (privredno društvo) koje je sačinjeno od više fizičkih lica, a koje zakon, iz praktičnih razloga tretira kao jedno.
Drugim rečima, organizacija koja ima prava i obaveze u građansko-pravnim odnosima naziva se pravno lice. Ono je društvena tvorevina, sačinjena od ljudi i imovine, kojoj je priznato svojstvo subjekta prava. Pošto prevazilaze ekonomsku moć i životni vek pojedinca, pravna lica mogu da obavljaju širi spektar aktivnosti u dužem vremenskom intervalu nego pojedinac. Preko njih se ostvaruju brojni društveno-ekonomski, politički, privredni, društveni i socijalni ciljevi društva.

## Atributi pravnih lica
- Naziv pravnog lica predstavlja ono što lično ime predstavlja kod fizičkih lica tj. služi za identifikaciju. Svaka privredna organizacija ima svoju firmu pod kojom istupa na tržištu i po kojoj se razlikuje od drugih organizacija koje se bave istom ili sličnom delatnošću.
- Sedište pravnog lica je mesto za koje je pravno lice pravno vezano tj. u kome ostvaruje svoja prava i obaveze. Ono mora da bude određeno statutom preduzeća.
- Državljanstvo pravnog lica određuje se prema tome u kojoj zemlji se nalazi sedište pravnog lica.

## Uslovi
Postoji veliki broj različitih pravnih lica: banke, preduzeća, fakulteti, škole, bolnice i sl., pri čemu svako od njih predstavlja određenu organizacionu celinu. Ipak svaka organizacija ljudi ne predstavlja pravno lice.
Četiri zakonom predviđena uslova moraju biti ispunjena da bi se organizacija smatrala pravnim licem. To su:
1. Organizaciona samostalnost;
2. Imovinska samostalnost;
3. Dopušten cilj;
4. Priznanje od strane pravnog poretka.

#### Organizaciona samostalnost
Da bi jedan skup ili grupa pojedinaca predstavljala pravno lice, potrebno je da su oni organizovani kao posebna i jedinstvena celina koja ima organizacionu samostalnost. Drugim rečima pravno lice predstavlja poseban pravni entitet, posebnu celinu, različitu od fizičkih lica koja je sačinjavaju. Tako npr.: suvlasništvo, bračna zajednica, školsko odeljenje nisu pravno lice. Pravno lice u pravnom prometu istupa samostalno, kao poseban pravni subjekt(npr., postaje poverilac, dužnik..). Prema tome, u pravnim odnosima sa trećim licima nosilac prava i obaveza je samo pravno lice, a ne njegovi članovi ili osnivači.

#### Imovinska samostalnost
Pravno lice mora imati svoju sopstvenu imovinu, kojom odgovara za obaveze u pravnom prometu. Imovina pravnog lica pripada samo pravnom licu kao posebnom subjektu prava i odvojena je od imovine osnivača i članova koji ga čine. Naravno postoje izuzeci kod ortačkog društva (Zakon o privrednim društvima, član 53), komanditnog društva (Zakon o privrednim društvima, član 90) itd.. Npr. Ako neko banci duguje kamatu, ne duguje je i njenim službenicima.

#### Dopušten cilj
Pravno lice se osniva da bi se ostvario određen cilj. Takav cilj mora biti dopušten, što znači da ne sme biti u suprotnosti sa pravnim i moralnim normama jednog društva. Npr. cilj jednog trgovinskog preduzeća je obavljanje trgovine. Ukoliko bi se grupa pojedinaca udružila sa ciljem prodavanja droge, takva grupa ne bi bila pravno lice. Ukoliko cilj pravnog lica naknadno postane zabranjen, a u vreme njegovog osnivanja je bio dopušten, takvo pravno lice gubi status pravnog lica.

#### Priznanje od strane pravnog poretka
Za postojanje pravnog lica potrebno je da ono bude priznato kao pravni subjekt od strane pravnog poretka tj. države. Priznanje predstavlja nužan, konstitutivan uslov za nastanak pravnog lica i praćeno je upisom pravnog lica u odgovarajući registar. U našem pravnom sistemu registar privrednih subjekata od 2004. godine vodi Agencija za privredne registre. Postoje različiti načini (sistemi) priznanja pravnog subjektiviteta pravnim licima u uporednom pravu, koji zapravo zavise od vrste pravnih lica. To su: sistem autopriznanja, sistem propisa, sistem odobrenja-koncesije, sistem utvrđivanja deklaracije, dopunski i kombinovani sistemi i način sticanja pravnog subjektiviteta.

## Sposobnosti pravnih lica
- Pravna sposobnost je sposobnost pravnog lica da bude nosilac određenih prava i obaveza koja su utvrđena aktom o osnivanju, statutom i zakonom. Pravnu sposobnost pravno lice stiče momentom osnivanja, tj. u momentu registracije.
- Poslovna sposobnost je sposobnost pravnog lica da izjavama volje zaključuje pravne poslove i preduzima pravne radnje uopšte. Ona se stiče upisom u odgovarajući registar i duboko je vezana za delatnost kojom se to pravno lice bavi. Ostvaruje se preko zastupnika koji su registrovani pred APR-om.
- Deliktna sposobnost je sposobnost da pravna lica odgovaraju za štetne radnje koje prouzrokuju vršenjem svoje delatnosti. Ali za štetne radnje ne mogu krivično odgovarati jer je krivična odgovornost individualna, a ne kolektivna. Ona odgovaraju za privredne prestupe i prekršaje i dr.

## Funkcije pravnog lica
Vezivanjem prava i obaveza isključivo za organizaciju, a ne uz njene osnivače i učesnike, institut pravno lice omogućuje:
- Ostvarivanje trajnih nadindividualnih ciljeva - ostvarivanje onih ciljeva za čije postizanje čoveku nedostaju sredstva, znanja, sposobnosti ili vreme. Za razliku od drugih pravnih lica, pravno lice je besmrtno, jer je imuno na prolaznost osnivača i učesnika i na promene u svom sastavu. Takođe, kod pravnog lica je imovina jače vezana za opredeljeni cilj, jer je veza imovine i cilja manje podložna uticaju osnivača i učesnika.
- Olakšanje odvijanja pravnih odnosa - omogućuje da kao imalac prava i obaveza- kao vlasnik, kupac, oštećeni, tužilac itd. – figurira samo jedan jedini subjekt- organizacija, umesto da mora da ih bude onoliko koliko je osnivača i učesnika organizacije. Da nije pravnog lica, svi bi oni morali biti nosioci prava i obaveza, svi bi zajedno morali preduzimati pravne poslove, podnositi tužbu, biti tuženi i dr. i u unutrašnjem odnosu svi su usmereni samo na jednu osobu- pravno lice, umesto da svako sa svakim iz organizacije zasniva pravne odnose.
- Obezbeđenje namirenja poverilaca (garantna funkcija) - zbog niza pravila o pravnom licu, omogućuje poveriocima povećane izglede za namirenje. Pravni subjekt odgovara za obaveze celokupnom svojom imovinom, a nekada i učesnici svojom imovinom odgovaraju za njegove obaveze (zavisno od limitne funkcije). Prezaduženom pravnom licu zabranjeno je da preduzima nove pravne poslove, pa su izgledi za namirenje poverioca veći.
- Ograničenje rizika (limitna funkcija) - omogućuje da se isključivo organizacija učini odgovornom za obaveze, čime se osnivačima i učesnicima smanjuje rizik jer ne učestvuju sopstvenom imovinom u namirenju.[6]

## Vrste pravnih lica
Vrste pravnih lica koje će postojati u društvu zavise od stepena razvoja društveno-ekonomskih odnosa datog društva. Izdvajaju se četiri osnovne podele pravnih lica:
1. Prema unutrašnjoj strukturi-
  1. udruženja (npr. udruženje za zaštitu životinja);
  2. ustanove ( državna bolnica, narodna biblioteka, zadužbina, nacionalni muzej itd.);
2. Prema cilju radi koga su osnovana i vrsti delatnosti koje obavljaju-
  1. komercijalna (preduzetnička, profitna društva);
  2. nekomercijalna (ustanove);
3. Prema svojinskom obliku koji preovlađuje u imovinskoj masi pravnog lica -
  1. jednosvojinska (isključivo privatno pravno lice ili isključivo državno pravno lice);
  2. višesvojinska (mešoviti pravni sistem);
4. Prema statusu, oblastima u kojima deluju i ovlašćenjima kojima raspolažu-
  1. javna pravna lica a)republika, pokrajina, opština; b) bolnice, muzeji; c) PTT, vodovod, elektroprivreda i dr;
  2. privatna pravna lica a) preduzeća i korporacije; b) kulturna, umetnička, sportska, naučna i druga udruženja i nevladine organizacije.

## Atributi pravnih lica
Pravna lica kao i fizička lica poseduju određene atribute kako bi se međusobno razlikovala:
- Ime je obavezno i služi identifikaciji u poslovnom prometu, određuje se osnivačkim aktom i upisuje u registar, nekomercijalna pravna lica imaju naziv, a komercijalna poslovno ime;
- Sedište je mesto iz koga se upravlja poslovima društva, obavezan je element,određuje se osnivačkim aktom i upisuje u registar ;
- Državljanstvo određuje kojoj državi pravno lice pripada (na osnovu sedišta) i na osnovu toga je ono nosilac svih prava i obaveze koje su tim pravnim poretkom određene;
- Svako pravno lice mora imati PIB i matični broj).

## Prestanak pravnih lica
Pravna lica prestaju da postoje saglasno ustavu, zakonu i aktu koji je od značaja za njihovo osnivanje. Pravna lica mogu prestati da postoje na više načina:
1. Na osnovu zakonskih naređenja, tj. na osnovu propisa koji nalaže prestanak postojanja određenog oblika pravnog lica;
2. Ako je pravno lice osnovano da bi poslužilo ostvarenju nekog cilja, realizacijom tog cilja prestaje osnova njegovog postojanja;
3. Pravno lice može prestati da postoji usled statusnih promena ako se spoji sa drugim pravnim licem, ako se podeli ili transformiše u neki drugi oblik;
4. Pravno lice može prestati da postoji odlukom svojih članova;
5. Pravno lice može prestati da postoji zbog ništavosti upisa u odgovarajući registar.

## Literatura
- J. Petrović, Međunarodno privredno pravo, Ekonomski fakultet u Beogradu,2008.
- Lukić - Košutić, Uvod u pravo, Pravni fakultet u Bogradu,2008.
- Stanković - Vodinelić, Uvod u građansko pravo, Pravni fakultet u Beogradu,2007.
- „Službeni glasnik RS“
- Binder, J. (1907). Das Problem der juristischen Persönlichkeit (на језику: немачки). Архивирано из оригинала 2011-07-20. г.
- Saleilles, R. (1922). De La Personalité Juridique: Histoire et Théories (на језику: француски).
- Hallis, F. (1930). Corporate Personality: A Study in Jurisprudence.
- Duff, P.W. (1938). Personality in Roman Private Law.
- Cooke, C.A. (1950). Corporation, Trust and Company: A Legal History.
- Watson, A. (1967). The Law of Persons in the Later Roman Republic.
- Guterman, S. (1990). The Principle of the Personality of Law in the Germanic Kingdoms of Western Europe from the Fifth to the Eleventh Century.
- Dewey, J. (1926). „The Historic Background of Corporate Legal Personality”. Yale Law Journal. 35 (6): 655—673. JSTOR 788782. doi:10.2307/788782.
- Machen, A.W. (1910). „Corporate Personality”. Harvard Law Review. 24.
- Lewis A. Kornhauser and W. Bentley MacLeod (јун 2010). „Contracts between Legal Persons”. National Bureau of Economic Research. Приступљено 7. 6. 2013.
- Elizabeth A. Martin (2003). Oxford Dictionary of Law (7th изд.). Oxford: Oxford University Press. ISBN 0198607563.
- Smith, Bryant (јануар 1928). „Legal Personality”. Yale Law Journal. 37 (3): 283—299. JSTOR 789740. doi:10.2307/789740.
- Deiser, George F. (децембар 1908). „The Juristic Person. I”. University of Pennsylvania Law Review and American Law Register. 48 New Series (3): 131—142. JSTOR 3313312. doi:10.2307/3313312.
- Frederic William (1911). „Moral Personality and Legal Personality 1”.  Ур.: H.A.L. Fisher. The Collected Papers of Frederic William Maitland. Cambridge University Press.
- „Charities Act 2006, s. 6”. legislation.gov.uk. 8. 11. 2006.
- Doss, Eric. „Sustainable Development Goal 16”. United Nations and the Rule of Law (на језику: енглески). Приступљено 2020-09-25.
- „What is JURIDICAL PERSON? definition of JURIDICAL PERSON (Black's Law Dictionary)”. The Law Dictionary. 19. 10. 2012.
- Ash, Elliott T. (4. 5. 2010). „legal person”. LII / Legal Information Institute.

## Spoljašnje veze
- www.paragraf.rs
- Zakon o privrednim društvima, član 53
- Zakon o privrednim društvima, član 90
- Agencija za privredne registre
- Ustav Republike Srbije
- Zakoni Republike Srbije